# 不丹人民黨
不丹人民黨是一個由被不丹政府驅逐的尼泊爾裔洛昌人在印度西孟加拉邦建立的民主社会主义政黨，成立於1990年6月2日，也是第一個不丹人的政黨。不丹人民黨成立是為了代表被不丹君主制歧視的尼泊爾裔洛昌人，在該國的機構中聲音不足。

## 概述
不丹人民黨參與了1990年9月和10月在該國南部舉行的群眾抗議集會，產生了暴力活動，該黨被政府宣佈為非法的恐怖主義集團，並與其他政黨同時禁止活動。
2001年9月9日，黨的創始人和第一任領導人Budathoki被暗殺在一個位於尼泊爾東部的查巴縣名為達馬克的小鎮，距離Beldangi難民營有幾英里。
當不丹政府首次提出一個多黨制，不丹人民黨要求登記被正式承認為政黨，但在2008年1月不丹選舉委員會駁回了這一要求，該黨在2008年3月不丹首次選舉中被禁止參與。事實上，只有兩個保王主义政黨被允許參選。